# John M. Murphy
John Michael Murphy (ur. 3 sierpnia 1926 w Staten Island, zm. 25 maja 2015 tamże) – amerykański polityk, członek Partii Demokratycznej.

## Działalność polityczna
W okresie od 3 stycznia 1963 do 3 stycznia 1973 przez pięć kadencji był przedstawicielem 16. okręgu, a następnie do 3 stycznia 1981 przez cztery kadencje przedstawicielem 17. okręgu wyborczego w stanie Nowy Jork w Izbie Reprezentantów Stanów Zjednoczonych.